# Національний олімпійський комітет Таджикистану
Національний олімпійський комітет Республіки Таджикистан (тадж. Кумитаи миллии Олимпии Тоҷикистон) — організація, що представляє Таджикистан у міжнародному олімпійському русі. Заснований у 1992 році, зареєстрований у МОК у 1993 році.

## Історія
Штаб-квартира знаходиться в центрі міста, на вулиці Айні в Душанбе.
Є членом Міжнародного олімпійського комітету, Олімпійської ради Азії та інших міжнародних спортивних організацій. Здійснює діяльність із розвитку спорту у Таджикистані.
Таджикистан дебютував як незалежна держава на Олімпійських іграх 1996 року в Атланті, США. Олімпійські ігри 2008 року в Пекіні ознаменувалися четвертою участю країни в Олімпійських іграх і першими олімпійськими медалями: Расул Бокієв завоював бронзу в дзюдо в категорії до 73 кг, а Юсуп Абдусаломов - срібну медаль у вільній боротьбі у категорії до 84 кг. Літні Олімпійські ігри 2016 року ознаменувалися першою золотою медаллю країни, яку завоював Дільшод Назаров у метанні молота серед чоловіків.